# پالک موچال
پالاک موچال (زاده ۳۰ مارس ۱۹۹۲) خواننده و ترانه‌سرای هندی اهل ایندور، مادیا پرادش است. او و برادر کوچکترش پالاش موچال نمایش‌های صحنه ای را در سراسر هند و خارج از کشور اجرا می‌کنند تا برای کودکان فقیری که برای درمان بیماری‌های قلبی به کمک مالی نیاز دارند کمک مالی جمع‌آوری کنند. موچال همچنین به عنوان خواننده پخش برای فیلم‌های بالیوود و دیگر صنایع فیلم هند اجرا می‌کند. او صدای خود را در فیلم‌های هندی مانند زمانی تایگر وجود داشت (۲۰۱۲)، عاشقی ۲ (۲۰۱۳)، لگد (۲۰۱۴) و بزن‌بهادر (۲۰۱۴)، گنجینه‌ای به نام عشق پیدا کرد (۲۰۱۵)، دونی: داستان ناگفته (۲۰۱۶)، قابل (۲۰۱۷)، شورشی ۲ (۲۰۱۸) و هر لحظه به قلبت نزدیک‌تر (۲۰۱۹) ارائه کرده است. اجرای او از آهنگ Kaun tujhe از فیلم دونی: داستان ناگفته مورد تحسین طرفداران و همچنین شخصیت‌های برجسته صنعت موسیقی قرار گرفته است.
پالاک موچال در ۳۰ مارس ۱۹۹۲ در خانواده ای ماهشواری مرواری در ایندور به دنیا آمد. مادرش آمیتا موچال یک خانه‌دار است و پدرش راجکومار موچال برای یک شرکت خصوصی کار می‌کند. او تحصیلات خود را از کالج کوئینز ایندور گذراند.
در ۶ نوامبر ۲۰۲۲، او با آهنگساز موسیقی میتون ازدواج کرد.